# Xixi (ort i Kina, Jiangxi Sheng, lat 27,08, long 116,26)
Xixi är en ort i Kina. Den ligger i provinsen Jiangxi, i den sydöstra delen av landet, omkring 180 kilometer söder om provinshuvudstaden Nanchang. Antalet invånare är 14 899. Befolkningen består av 7 031 kvinnor och 7 868 män. Barn under 15 år utgör 25,0 %, vuxna 15-64 år 67 %, och äldre över 65 år 7,0 %.
Runt Xixi är det ganska tätbefolkat, med 144 invånare per kvadratkilometer. Närmaste större samhälle är Baishe, 17,9 km öster om Xixi. I omgivningarna runt Xixi växer i huvudsak blandskog.
Genomsnittlig årsnederbörd är 2 316 millimeter. Den regnigaste månaden är juni, med i genomsnitt 432 mm nederbörd, och den torraste är oktober, med 18 mm nederbörd.